# ملفل ديوي
ملفل لويس كوسوث ديوي (بالإنجليزية: Melvil Dewey)‏، ولد في 10 ديسمبر سنة 1851 م في مدينة أدامز بنيويورك، وتوفي في 26 ديسمبر 1931 م عن عمر ناهز الثمانين عاماً.
درس في جامعة ألفرد قبل أن يتخرج من كلية أمهرست في 1874 م والتي عمل فيها كمساعد لأمين المكتبة واكتسب من عمله هذا خبرة ساعدته في اختراع نظام تصنيفه المعروف باسم تصنيف ديوي العشري.
انتقل ملفل من نيويورك إلى بوسطن وهناك ساهم في تأسيس مجلة المكتبات الأمريكية، وقد قام بتقسيم المعرفة البشرية إلى عشرة أقسام رئيسية وكل قسم إلى عشر شعب وكل شعبة إلى عشر فروع وهكذا إلى أن تنتهى تقسيمات المعرفة البشرية، وهذه الأقسام الرئيسية هي 000 معارف عامة، 100 فلسفة وعلم نفس، 200 الديانات، 300 العلوم الاجتماعية، 400 لغات، 500 العلوم البحتة، 600 العلوم التطبيقية، 700 الفنون، 800 الآداب، 900 جغرافيا وتاريخ.

## عمله ونشاطه
عمل مساعداً لأمين المكتبة أثناء دراسته وكان لرقة حاله أو فقره في الطفولة قد اعتاد على الاقتصاد في الإنفاق والعمل الشاق وهذه الصفات لازمته طوال حياته ولم تفارقه أبدا فلقد تعلم الاختزال وهو طالب علم وولع به، كما انضم إلى جماعة إصلاح هجاء اللغة وكل هذه المهارات كانت من الأسباب التي ساعدته علي انتقاءه للتصنيف الذي كانت عليه مجموعات الكتب في المكتبة ولذلك فقد فكر في وضع نظام تصنيف يبني على أساس علمي يضع الموضوع في المقام الأول.

## روابط خارجية
- ملفل ديوي على موقع الموسوعة البريطانية (الإنجليزية)
- ملفل ديوي على موقع إن إن دي بي (الإنجليزية)